# Kammweg (1904)

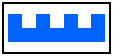
Wegzeichen

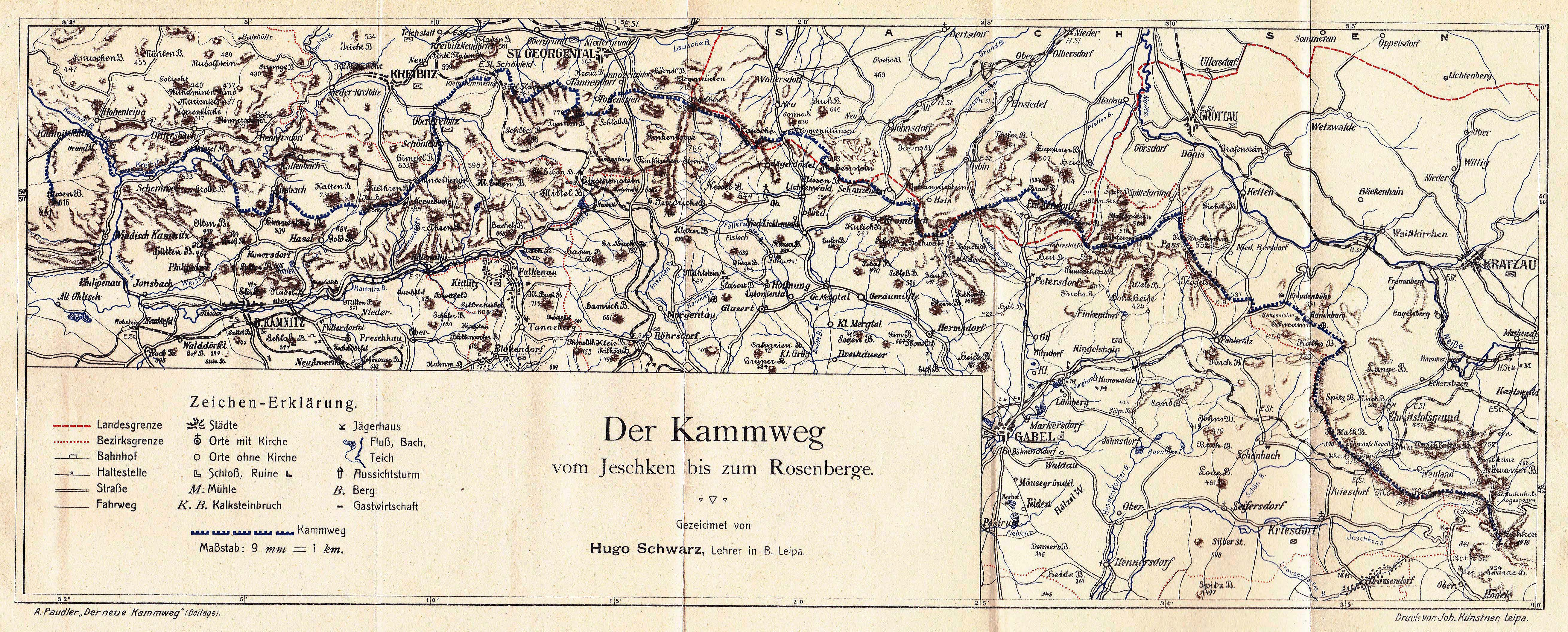
Karte vom Kammweg zwischen Jeschken und Rosenberg (1904)

Der Kammweg war ein 1904 eröffneter Fernwanderweg entlang der Kammlinien von Elstergebirge, Erzgebirge, Böhmischer Schweiz, Lausitzer Gebirge, Jeschkengebirge, Iser- und Riesengebirge, Glatzer Schneegebirge und Altvatergebirge. Dieser mit dem Kammzeichen markierte Weg war seinerzeit mit rund 820 Kilometern der längste Touristenweg im deutschsprachigen Raum. Nach 1945 wurden die Kammweg-Markierungen überwiegend entfernt bzw. nicht mehr erneuert.
Seit 2013 wurde auf der alten Route ein neuer Kammweg „Hřebenovka“ zwischen Erzgebirge und Altvatergebirge neu markiert.

## Geschichte

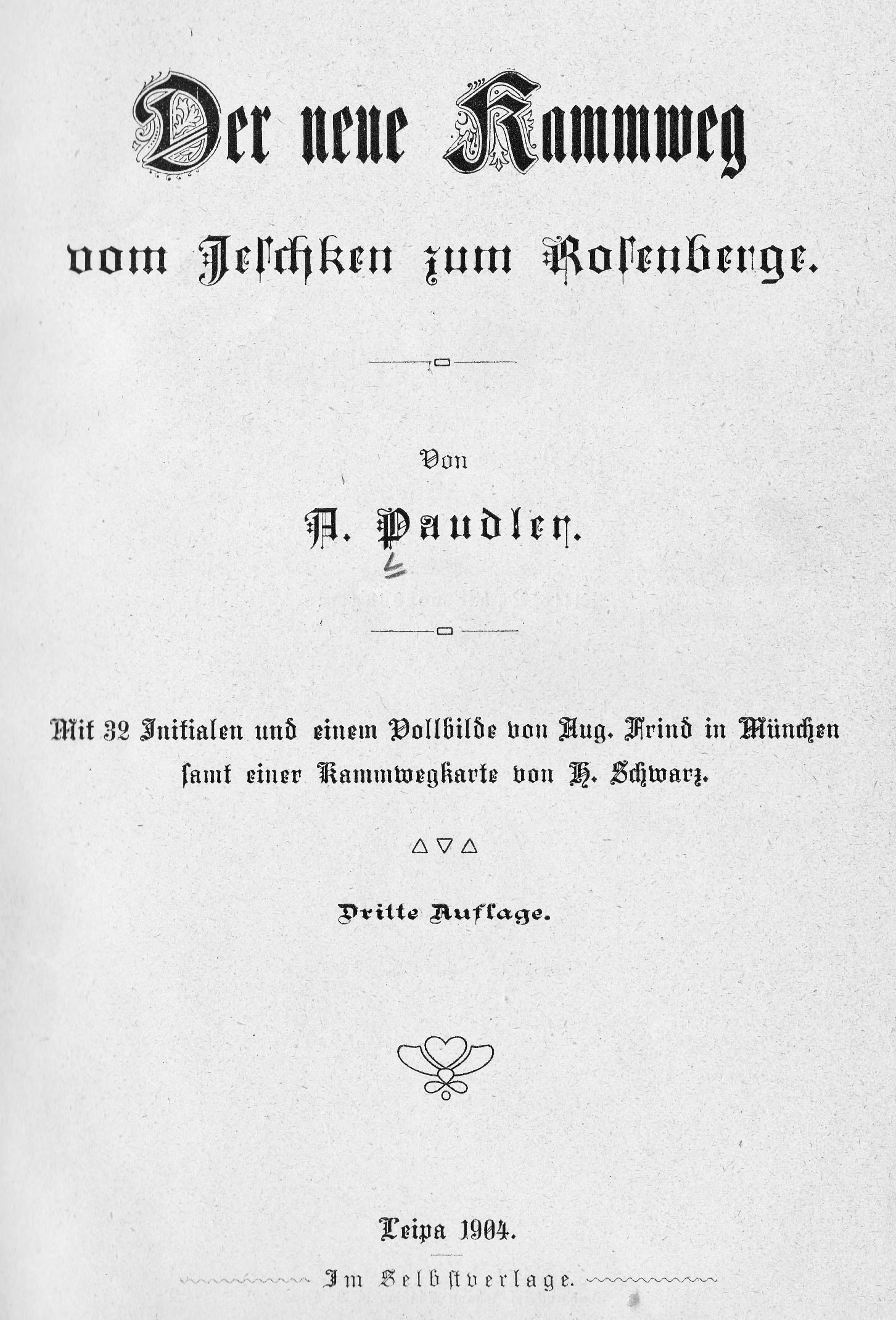
"Der neue Kammweg" (1904)

Hauptinitiatoren des bereits 1902 u. a. vom Gebirgsverein für das nördlichste Böhmen geplanten „Kammweges“ waren der Pädagoge und Heimatforscher Josef Brechensbauer (1867–1945) und der Gymnasiallehrer Anton Amand Paudler (1844–1905), Mitbegründer des Excursionsclubs (Wandervereins) in Nordböhmen, der den Abschnitt vom Jeschken zum Rosenberg in seinem 1904 erschienenen Buch Der neue Kammweg vom Jeschken zum Rosenberg beschrieb.
Geplant war eine Trasse über alle böhmischen und mährisch-schlesischen Grenzgebirge von der Donau bis zur Oder, in der längsten Ausdehnung führte der Weg vom Hainberg bei Asch (tschechisch Háj u Aše) bis zum Altvater (Praděd) im Altvatergebirge.
Nach 1945 wurde die durchgängige Markierung des Weges aufgegeben, die meisten Abschnitte des Weges blieben jedoch als Wanderweg erhalten. Nach 1990 wurde auf großen Teilen der historischen Trasse der Europäische Fernwanderweg E3 neu markiert. Im Erzgebirge wurde 2011 der Kammweg Erzgebirge–Vogtland ausgeschildert, der jedoch ausschließlich auf deutscher Seite auf einer anderen Route verläuft.

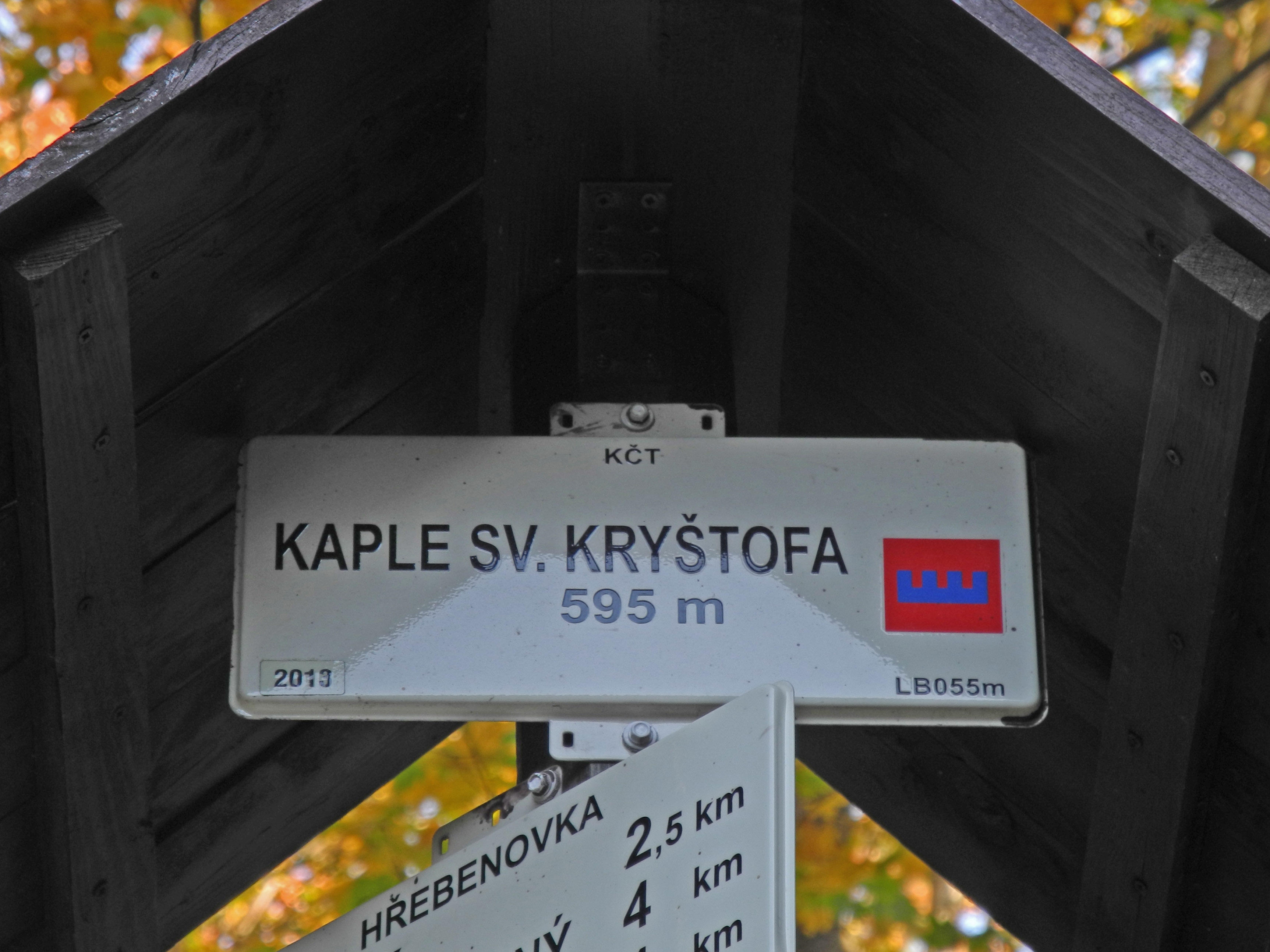
Wegweiser am Kammweg „Hřebenovka“ im Jeschkengebirge (2018)

In Tschechien und Polen wurde zwischen Erzgebirge und Altvatergebirge in jüngerer Zeit ein neuer Kammweg „Hřebenovka“ ausgeschildert, der weitgehend der historischen Route folgt. Als Wegzeichen dient dort neben den örtlichen Markierungen von KČT und PTTK wieder das alte Kammwegzeichen von 1904. Im Zittauer Gebirge berührt der Weg auch deutsches Staatsgebiet.

## Historischer Kammweg vom Jeschken zum Rosenberg
Verlauf nach Paudler (1904): Jeschken (Ještěd) – Ausgespann (Výpřež) – über die Moiselkoppe (Bukovka) mit der ehem. Jäckelbaude – Kriesdorfer Sattel oder Neuländer Sattel – Christophoruskapelle (Kaple sv. Kryštofa) – ehem. Rasenbankbaude (Trávník) – Ruine Roynungen (Roimundov Hrad) – Freudenhöhe – Windschänke am Pankratzer Sattel – Trögelsberg (Vysoká) – Paß (Horný Sedlo) – Kaisergrund (Krásný důl) – Pfaffenstein (Popová skála) – Forsthaus Lückendorf – Lückendorf – Hochwald (Hvozd) – Krombach (Krompach) – Waltersdorf – Lausche (Luž) – Innozenzidorf (Lesné) – Tollenstein (Tolštejn) – Tannenberg (Jedlová) – Tannendörfel – ehem. Kuranstalt Klein Semmering – Oberkreibitz (Horný Chřibská) – Kreibitz (Chřibská) – Kreuzbuche (Křížový Buk) – Kaltenberg (Studenec) – Hasel (Liska) – Kunnersdorf (Kunratice) – Paulinengrund (Pavlino údolí) mit der ehem. Grieselmühle – Ferdinandsklamm (Kamnitz) – Kamnitzleiten (Kamenická Strán) – Rosenberg (Růžovský vrch).